# Благовіщенська церква (Київ)

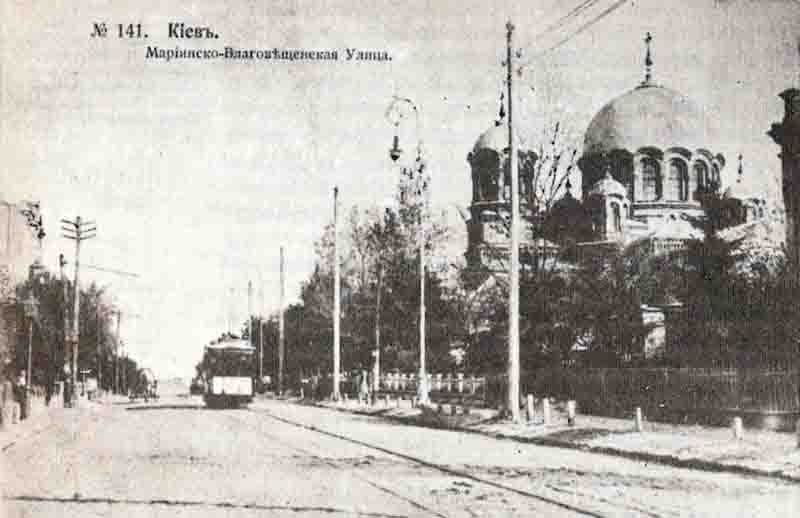
Вулиця Саксаганського біля Благовіщенської церкви

Благові́щенська це́рква — православна церква в місті Києві, зведена у 1885—1887 роках за проєктом архітектора Володимира Ніколаєва. Розташовувалася на вулиці Маріїнсько-Благовіщенській (сучасна назва — Саксаганського). Закрита більшовиками 1934 року. Знесена 1935 року, на її місці зведено будівлю середньої школи (сучасний ліцей № 21).

## Історія
Місцевість, де стояла церква — Паньківщина — почала активно заселятися у другій половині XIX століття і довгий час не мала власної парафіяльної церкви, найближчими храмами були Залізна церква на Євбазі (сучасна Галицька площа) та Троїцька церква на перетині вулиць Жилянської та Великої Васильківської. У 1876 році мешканці вулиць Жандармської, Жилянської та прилеглих до них почали збір коштів на будівництво храму. Тогочасний міський голова Густав Ейсман пожертвував під будівництво свою садибу на Жандармській вулиці, а 23 лютого 1883 року Київська духовна консисторія офіційно дозволила звести на цій ділянці церкву, присвячену Благовіщенню Пресвятої Богородиці. Втім, гроші на будівництво церкви збиралися дуже повільно, протягом майже десяти років, і за цей час вдалося зібрати лише 18 тис. рублів — суму вочевидь недостатню. У липні 1885 року тодішній міський голова, купець і мільйонер Іван Толлі пожертвував на будівництво церкви 75 тис. рублів, з яких 50 тис. мали піти на зведення власне церкви, 10 тис. — на церковні речі, а 15 тис. — на зведення церковнопарафіяльної школи. Такої щедрої пожертви мало вистачити, тому раніше зібрані 18 тис. рублів за пропозицією Івана Толлі громада віддала на будівництво церкви Марії Магдалини на Шулявці.
Проєкт Благовіщенської церкви розробив київський міський та єпархіальний архітектор Володимир Ніколаєв. Урочисте закладення храму відбулося 11 травня 1885 року у присутності багатьох офіційних осіб — генерал-губернатора Олександра Дрентельна, цивільного губернатора Льва Томари, міського голови Івана Толлі та інших. Наріжний камінь освятив єпископ чигиринський преосвященний Єроним (І. Т. Екземплярський), у підмурок церкви за тогочасним звичаєм поклали кілька золотих, срібних і мідних монет, а в основу однієї зі стін — пам'ятну табличку.
Будівництво тривало понад 2 роки, на спорудження церкви та допоміжних служб витратили 850 тис. цегли з заводів Марра і Сніжка. Восени 1887 року завершили зведення будівлі самої церкви, без внутрішнього опорядження та прикрас, двоповерхову цегляну будівлю причту та будівлю церковнопарафіяльного двокласного училища на 50 учнів. Урочисте освячення новозбудованої церкви відбулося 11 жовтня:
|                                                     | 11 жовтня преосвященним Єронимом, єпископом чигиринським, здійснене було освячення новозбудованої на В.-Жандармській вулиці Благовіщенської церкви. Першу літургію в новій церкві здійснив також преосвященний Єроним. На літургії в церкві були присутні: дружина п. начальника краю, командувач 12-го армійського корпусу, п. київський губернатор, п. віце-губернатор, представники військової та цивільної влади та парафіяни нової церкви, яких впускали за церковну огорожу за квитками. Церква всередині зовсім ще не оздоблена. Оригінальний текст (рос. дореф.) [11 октября преосвященнымъ Іеронимомъ, епископомъ чигиринскимъ, совершено было освященіе новоотстроенной на Б.-Жандармской улицѣ Благовѣщенской церкви. Первую литургію въ новой церкви совершалъ также преосвященный Іеронимъ. На литургіи въ церкви присутствовали: супруга г. начальника края, командиръ 12-го армейскаго корпуса, г. кіевскій губернаторъ, г. вице-губернаторъ, военныя и гражданскія власти и прихожане новой церкви, впускавшіеся въ церковную ограду по билетамъ. Церковь внутри совершенно еще не отдѣлана.] Помилка: [undefined] Помилка: {{Lang}}: немає тексту (допомога): невпізнаний код мови: ru-dor (допомога) |
| — «Кіевлянинъ», № 220. — 1887. — 13 жовтня. — С. 2. | |

Як виявилося, витрати на будівництво перевищили наявний бюджет, проте громада вирішила все ж таки відкрити церкву для богослужінь. Головний благодійник церкви, Іван Толлі, помер у липні того ж, 1887-го року, і спершу був похований на Байковому кладовищі, але після освячення Благовіщенської церкви прах Толлі, за його заповітом, перенесли до усипальниці при церкві. Тут також, після своєї смерті у червні 1909 року, була похована і дружина Івана Толлі.
Наступного, 1888-го року вулиця Велика Жандармська, на якій розташовувалася Благовіщенська церква, отримала на прохання місцевих мешканців нову назву — Маріїнсько-Благовіщенська, на честь новозбудованої церкви та Маріїнської громади сестер милосердя, що розміщувалася навпроти неї.
Опікуном церкви став син Івана Толлі — Володимир Іванович Толлі. Настоятелем Благовіщенської церкви з 26 квітня 1887 року був протоієрей Михайло Вишневецький, молодий випускник Київської духовної академії. Він одразу ж почав активно вишукувати кошти на оздоблення церкви, залучати нових благодійників. Завдяки його старанням досить швидко вдалося завершити внутрішнє оздоблення церкви, зокрема, встановити мармуровий іконостас замість цегляного, провести електричне освітлення, придбати цінні ікони. З витратами на оздоблення інтер'єру фінальний кошторис новозбудованої церкви склав 81 тис. 410 рублів. Головними благодійниками церкви стали місцеві мешканці — колезький радник Микола Сигаревич, що мешкав у будинку № 133 по вулиці Маріїнсько-Благовіщенській, та купець і почесний громадянин Юхим Олександрович Орєхов, який проживав у будинку № 76 по тій же вулиці. У 1912 році Орєхов і ще один благодійник, статський радник Олександр Цитович, організували збір коштів на новий дзвін для церкви, адже старий важив лише 43 пуди і його було дуже погано чути. Новий дзвін, виготовлений на московському ливарному заводі П. М. Фінляндського за 5 тис. рублів, важив 250 пудів і був оздоблений чотирма барельєфами та меморіальною згадкою на честь 25-річчя служіння при церкві її настоятеля Михайла Вишневецького. Урочисте встановлення нового дзвону відбулося 11 березня 1912 року.
У березні 1914 року при храмі створено перше в Києві церковнопарафіяльне братство благодійно-виправного напрямку — Благовіщенське парафіяльне братство, яке надавало допомогу вдовам, сиротам і безпритульним особами похилого віку. У травні того ж року при братстві відкрилася парафіяльна школа-майстерня для дівчат, де навчали рукоділлю.
Після встановлення в Києві радянської влади в Благовіщенській церкві проводилися богослужіння традиційної «старослов'янської» орієнтації, пізніше храм на деякий час перейшов до громади УАПЦ. Отець Михайло був заарештований 16 травня 1919 року, проте постановою особливої комісії Київського губернського відділу ВНК від 26 травня 1919 був звільнений «без права вступу на радянську службу».
28 травня 1934 року президія міськради, з огляду на те, що церква «майже пустує», і на заборгованість громади за оренду приміщення у сумі 3 тис. карбованців, ухвалила закрити та знести церкву, а ділянку передати Всеукраїнській Раді Професійних Спілок для будівництва житлового будинку. Постанову підписав голова міськради Р. Петрушанський. 27 березня 1935 року почався демонтаж будівлі церкви, 25-29 квітня задля прискорення процесу будівлю церкви підірвали. Майже одночасно із процесом руйнуванням храму, на його місці 4 травня того ж року почалося зведення будівлі середньої школи (сучасний ліцей № 21), завершене 27 серпня 1935 року. Шкільний спортивний майданчик розмістили на місці, де стояв церковний вівтар. Поруч у 1960-х роках звели типовий житловий будинок-«хрущовку» (сучасна адреса — вул. Саксаганського, 60-а). Від церковного ансамблю зберігся лише будинок парафіяльної школи — сучасний двоповерховий будинок № 64 по вулиці Саксаганського (у глибині забудови).

## Опис
Благовіщенська церква була зведена та декорована у так званому візантійському стилі. Будівля церкви була п'ятибанною, хрестоподібною в плані, орієнтованою по осі схід—захід, із двома бічними вівтарями, присвяченими святому Івану Предтечі та святому Миколаю Чудотворцю. Головна нава завершувалася напівсферичною банею на масивному барабані, оточеному чотирма маленькими декоративними баньками в кутах між раменами хреста, бабинець увінчувався стрункою дзвіницею. Фасади були нетиньковані, прикрашені цегляними орнаментами.
Церкву з трьох боків оточувала дерев'яна огорожа, а з боку вулиці — залізна решітка із кам'яними стовпами.

## Парафія церкви та відомі парафіяни
Станом на 1891 рік парафію Благовіщенської церкви складали мешканці вулиць Маріїнсько-Благовіщенської, Жилянської, Тарасівської, Паньківської, Микільсько-Ботанічної, Нижньо-Володимирської та Шулявської. Станом на 1910 рік парафія нараховувала 609 осіб (316 чоловіків і 293 жінки), з яких 17 осіб духовного звання, 382 особи дворянського звання, 130 міщан і 80 селян. Старостою церкви у 1904 році обрали купця 2-ї гільдії Митрофана Михейовича Воробйова, що мешкав у власному будинку № 50 по вулиці Маріїнсько-Благовіщенській. У 1912 році старостою церкви став Микола Арсентійович Пилипенко.
21 січня 1904 року в Благовіщенській церкві одружилися львівський художник Іван Труш і дворянка Аріадна Драгоманова, донька історика Михайла Драгоманова. У квітні 1904 року тут відспівували письменника Михайла Старицького, у квітні 1909 року — дійсного статського радника Петра Косача, батька Лесі Українки, 8 листопада 1912 року — композитора Миколу Лисенка, у травні 1918 року — Людмилу Драгоманову, вдову Михайла Драгоманова.
У 1916 році в церкві хрестив свого сина Олексія професор Київської консерваторії Григорій Беклемішев.
Парафіянином церкви був Михайло Грушевський.

## Настоятелі до 1920 року
- свящ. Михайло Іоаннович Вишневецький (1887 — після 1919[14]).